# نهر بوسو

نهر بوسو، في بوسو، مايو 1919 تصوير: والتر كاودرن.

نهر بوسو هو نهر في سولاوسي، إندونيسيا.يبلغ طول بوسو حوالي 100 كم ويتدفق من بحيرة بوسو، على بعد 2 كم غرب مدينة تنتينا إلى مدينة بوسو ومن ثم إلى البحر.